# Limodore à feuilles avortées
Limodorum abortivum
Espèce
Statut CITES
Le Limodore à feuilles avortées (Limodorum abortivum) est une espèce de plantes à fleurs de la familles des Orchidaceae. C'est une orchidée terrestre européenne et nord-africaine.

## Description
C'est une plante robuste pouvant atteindre 80 cm de haut, à tige bleue, violacée ou brunâtre, à feuilles écailleuses bractéiformes. Les bractées sont identiques, un peu plus longues que l'ovaire; les fleurs en inflorescence lâche ne s'ouvrent guère. Le labelle est articulé et présente, vers l'arrière, un hypochile concave et, vers l'avant, un épichile cordiforme à bord crénelé. Il existe un éperon nectarifère orienté vers le bas aussi long que l'ovaire.
C'est une plante saprophyte comme la néottie nid d'oiseau (voir découvertes récentes chez cette espèce, autre Orchidacée vivant sans chlorophylle).

## Floraison
La floraison a lieu d'avril à juillet, sporadique (peut passer plusieurs années sans se manifester).

## Habitat
C'est une plante de mi-ombre, sur substrat frais, de préférence calcaire, broussailles et prébois thermophiles.

## Aire de répartition
C'est une plante méditerranéo-atlantique. Sa limite nord est la Belgique où elle est très rare ; sa limite à l'est est le Caucase. Localisée et parfois assez abondante au sud, elle est localisée et très rare au nord : elle est par exemple uniquement connue dans deux stations dans la Haute-Saône.

## Vulnérabilité
En France, l'espèce est classée LC Préoccupation mineure.

## Protection
En France, l'espèce est protégée en Bourgogne, dans le Centre, en Franche-Comté, dans le Limousin, en Lorraine, dans le Nord-Pas-de-Calais, en Pays de la Loire, et en Picardie.
En Belgique, l'espèce est protégée.

## Galerie

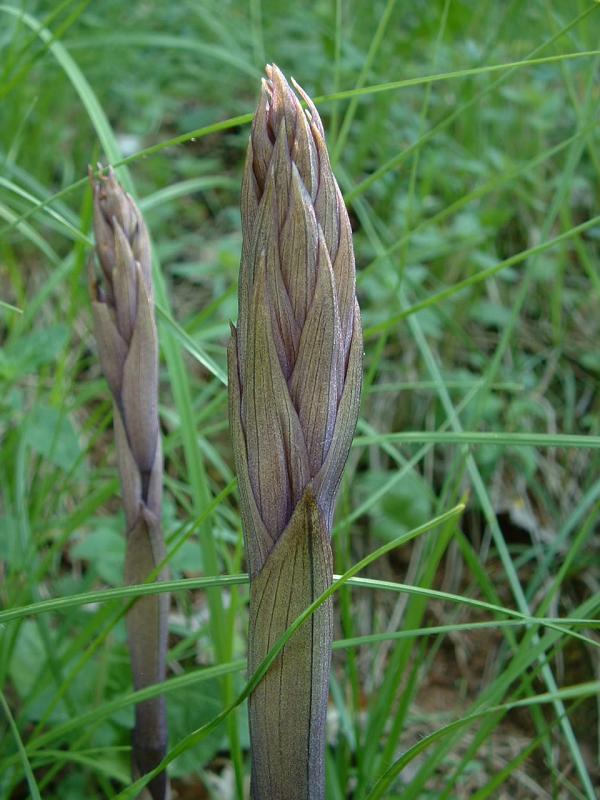
Limodore avant floraison.
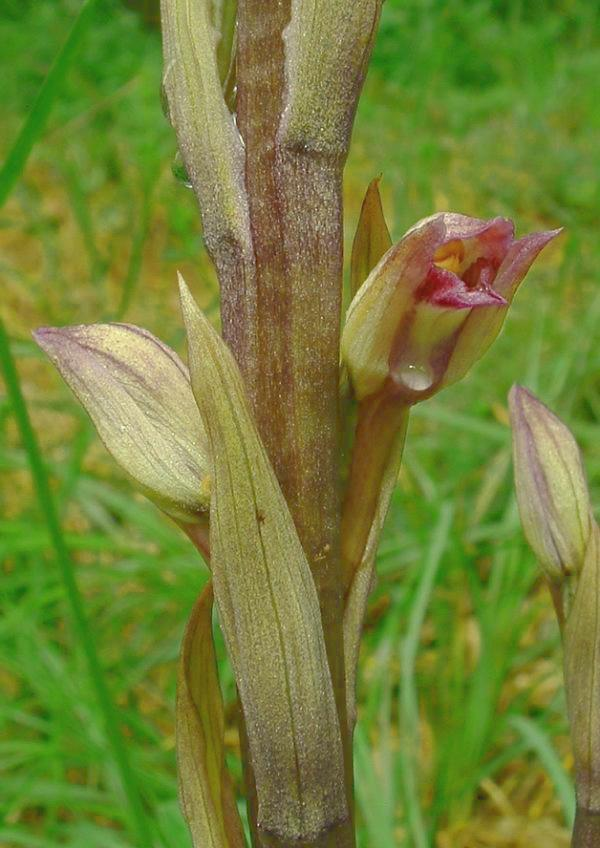
Limodore à la floraison.
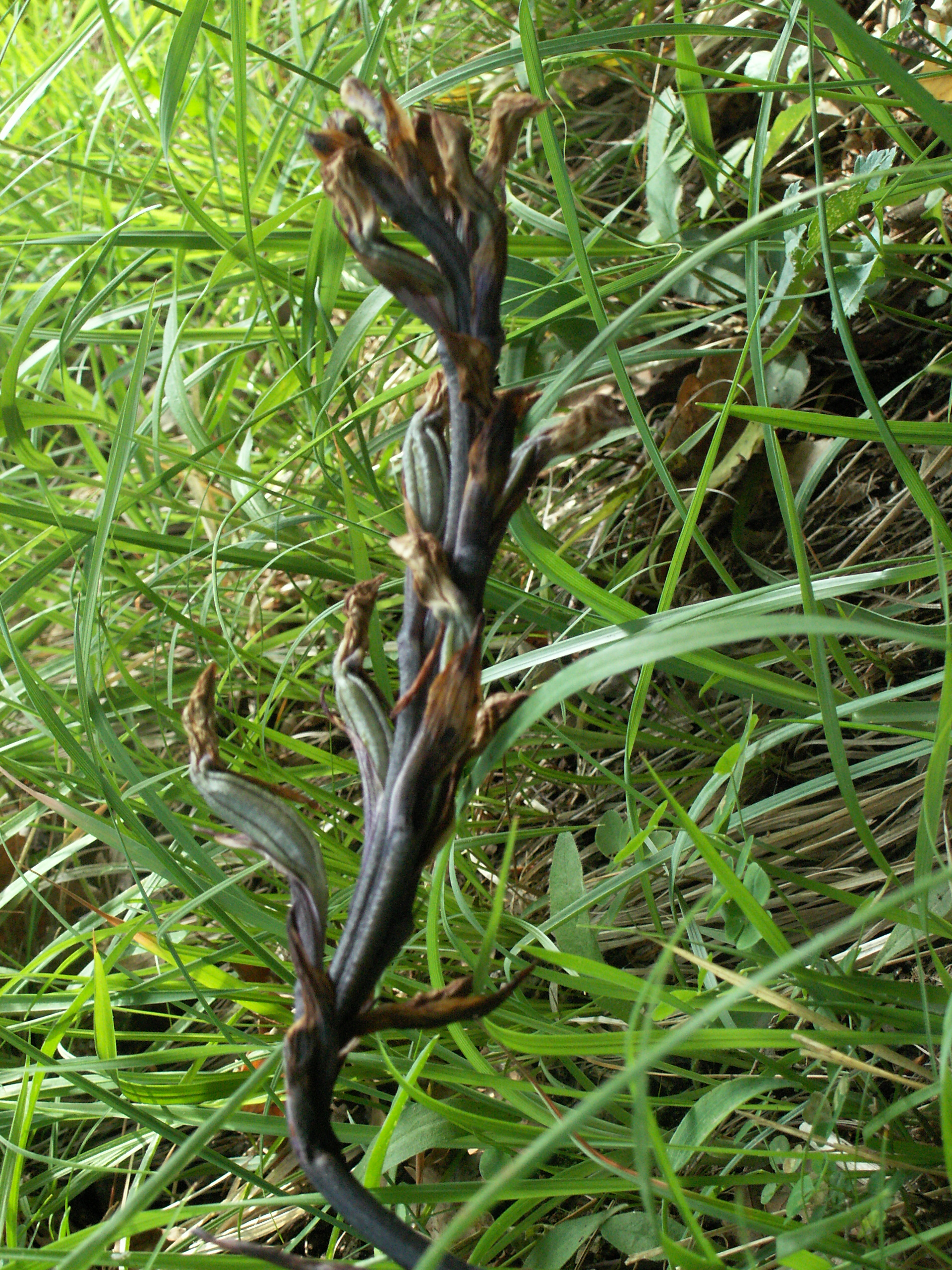
Limodore après floraison.
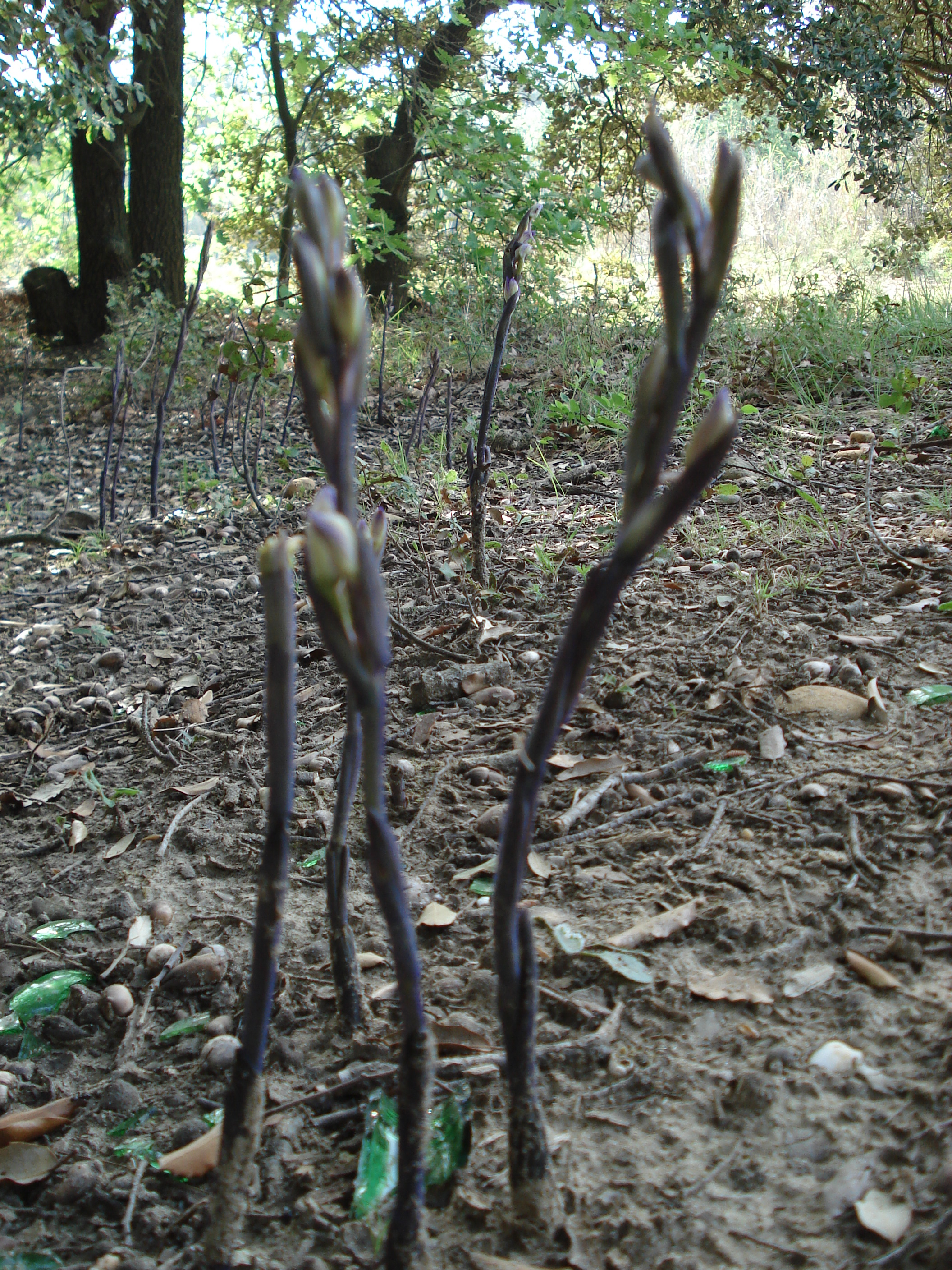
Limodore: jeunes tiges se développant.
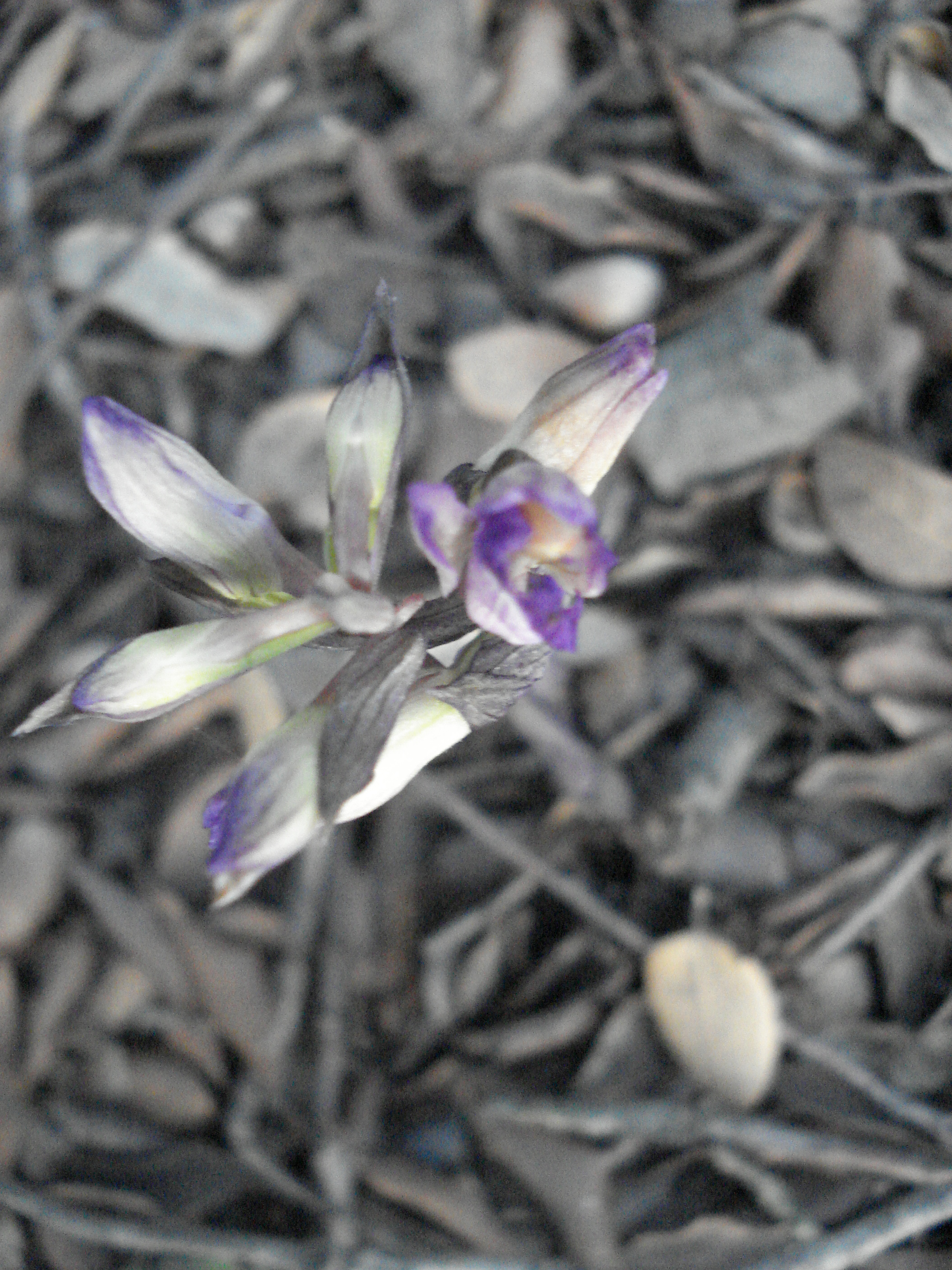
Limodore: ouverture timide d'une fleur.
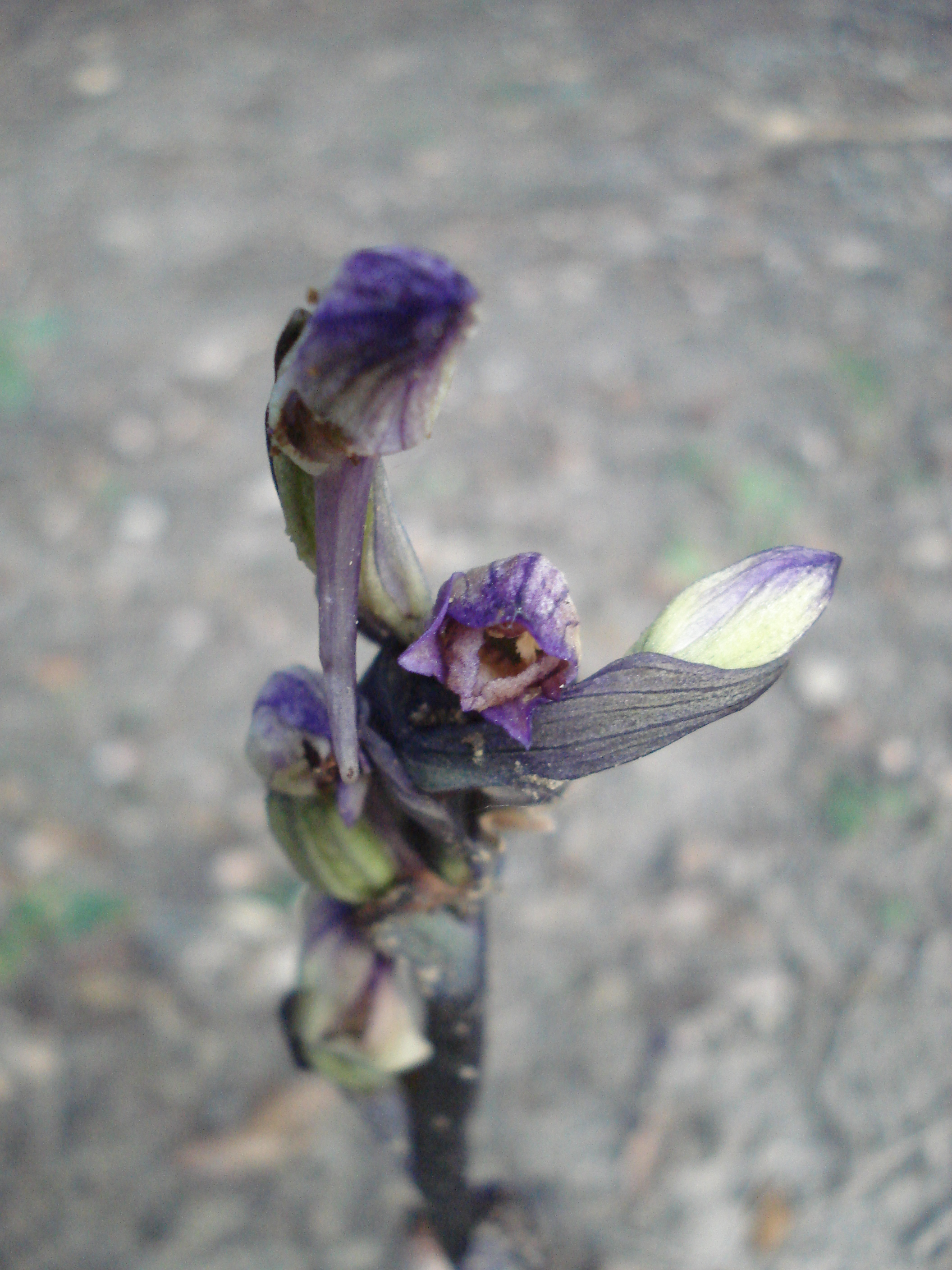
Limodore: détail fleur et éperon.
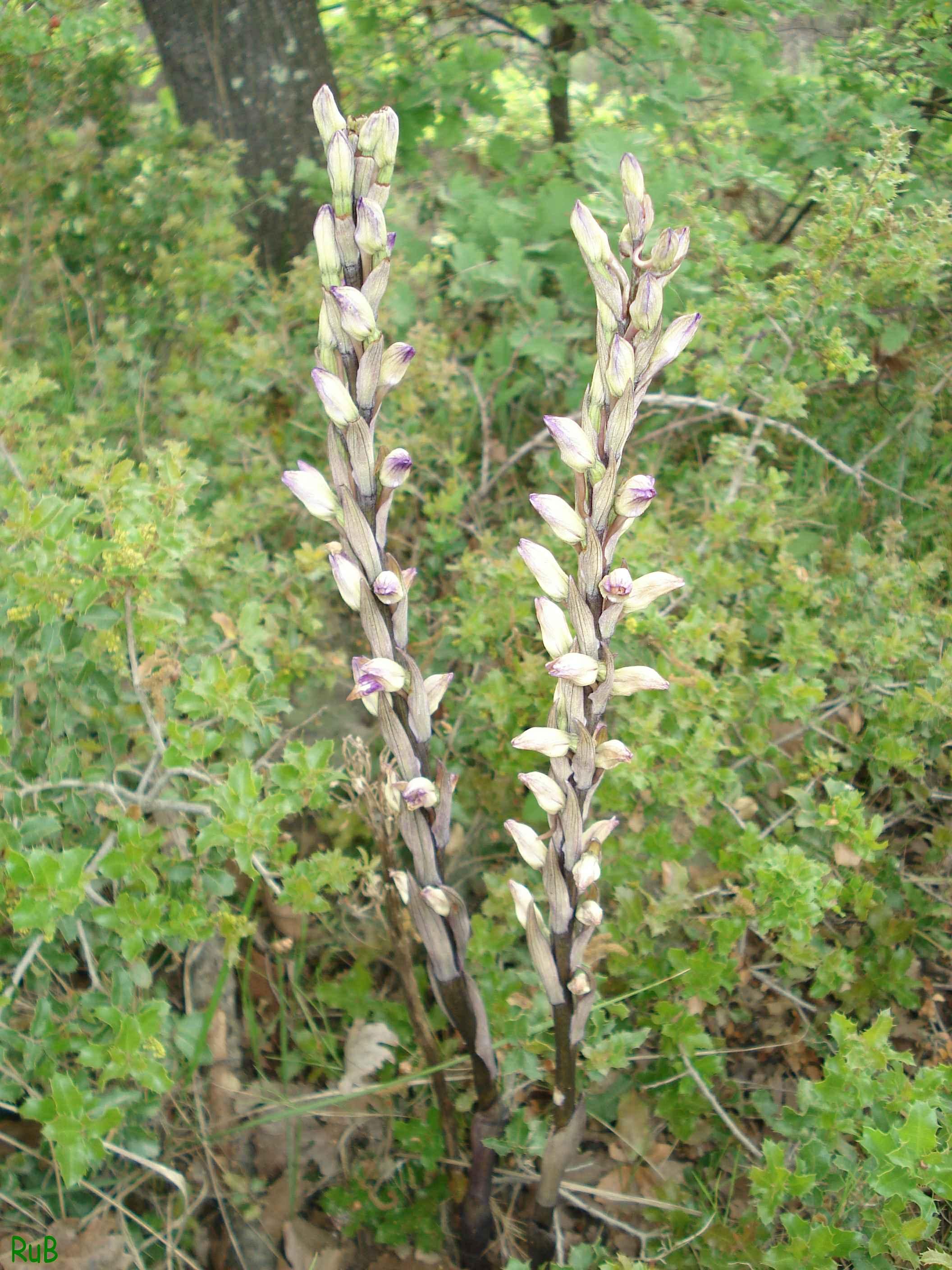
Limodore - Tiges.
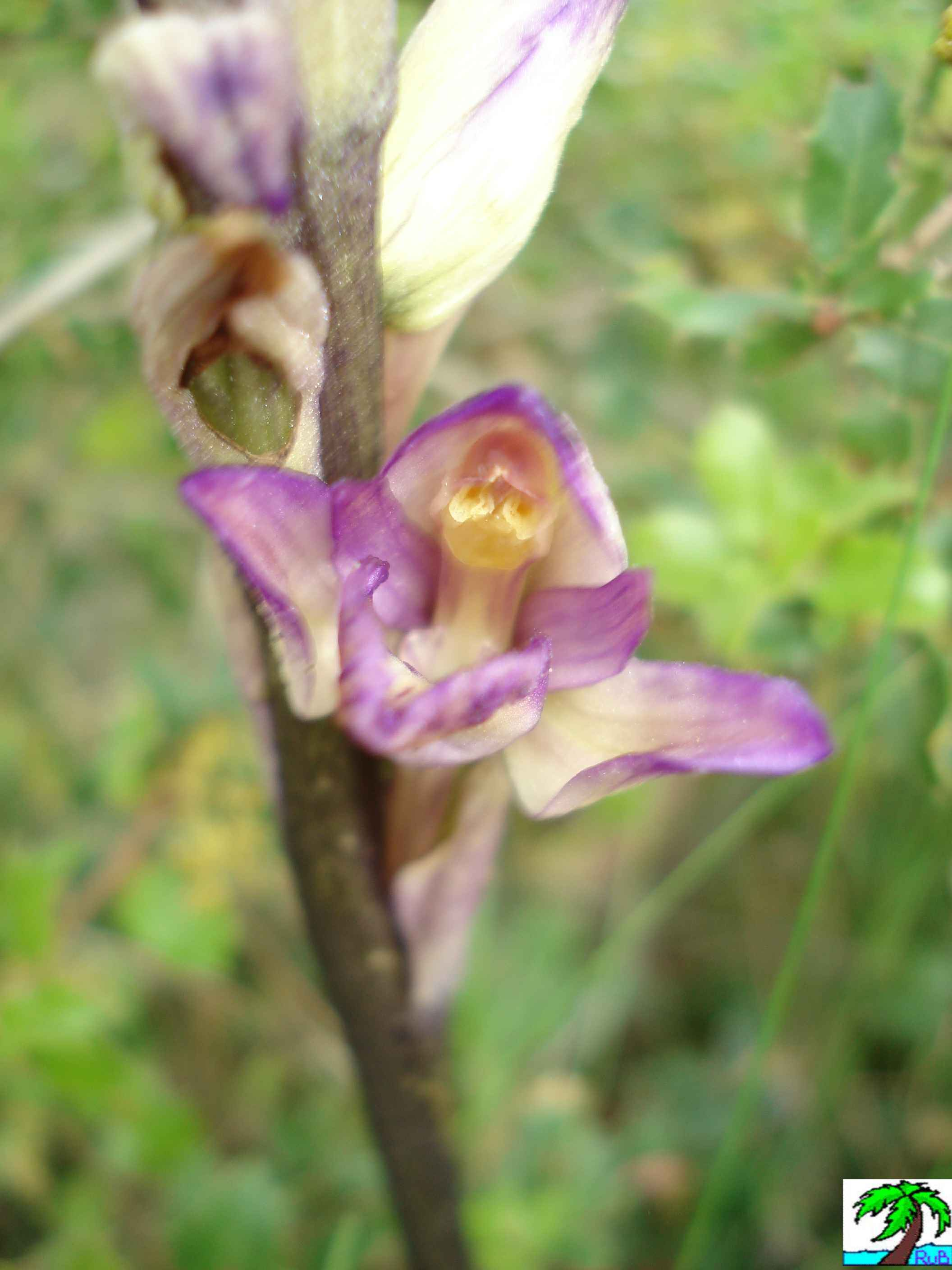
Limodore - Ouverture fleur.
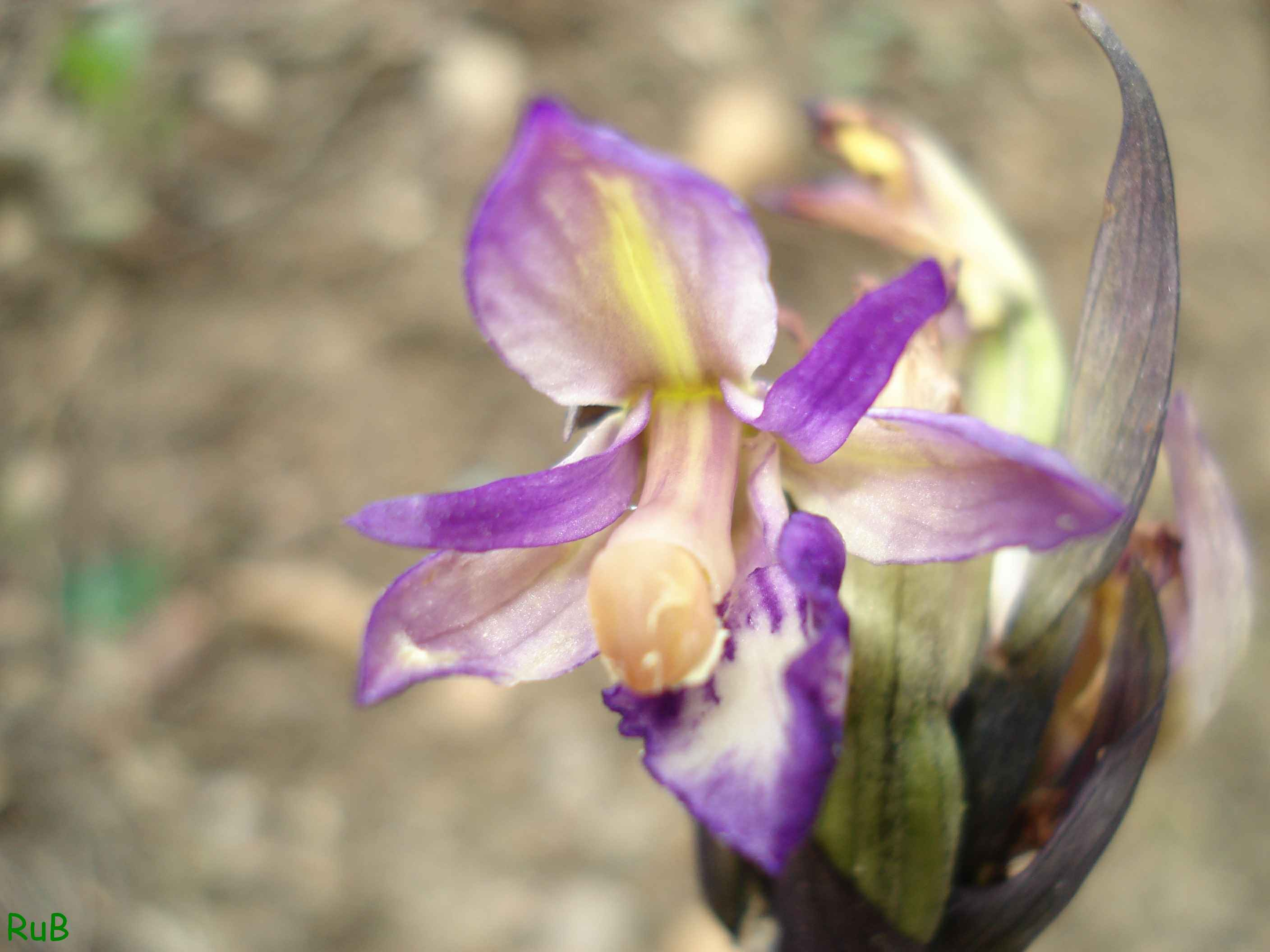
Limodore - Fleur.
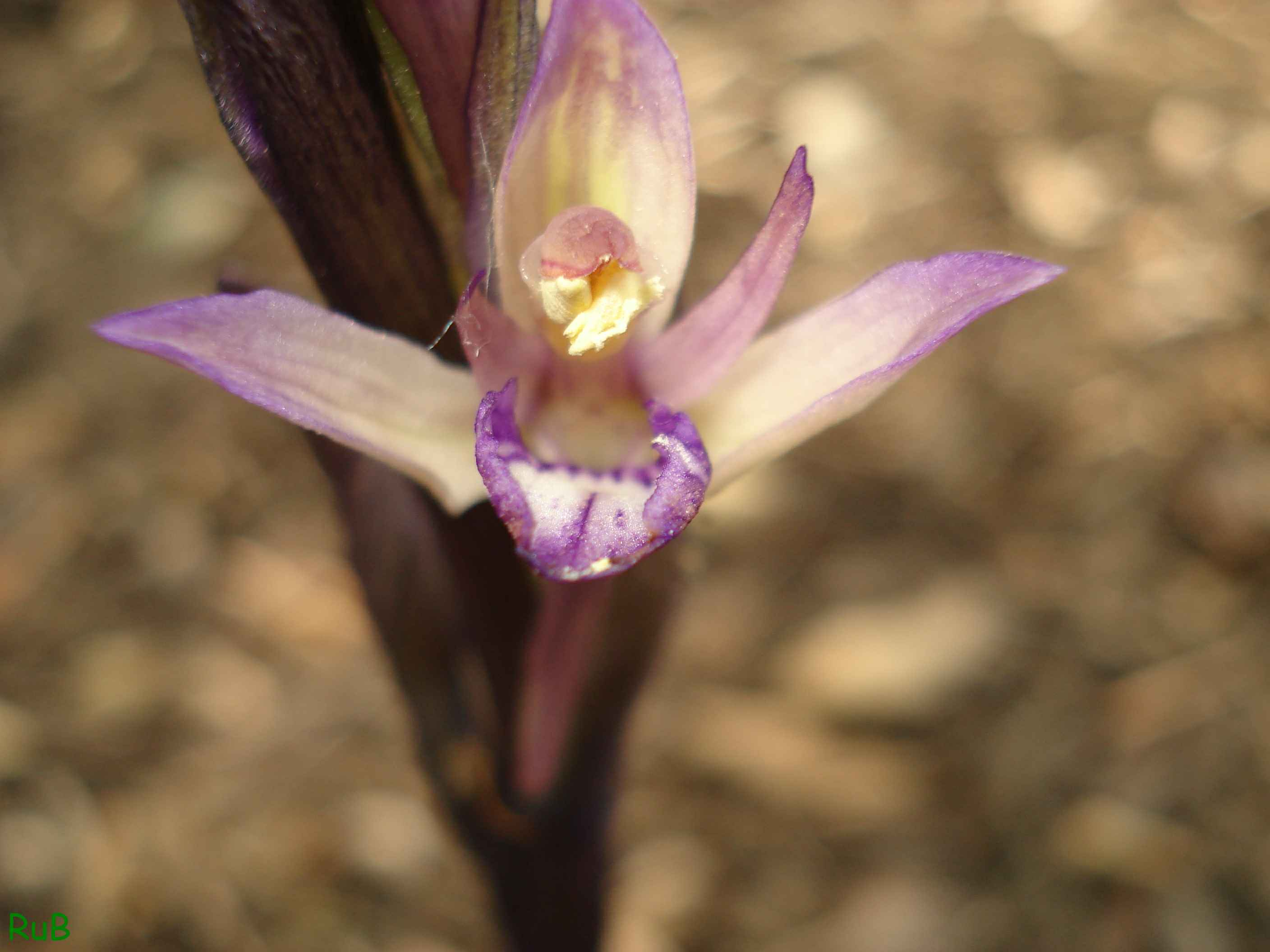
Limodore - Ouverture "forcée" d'une fleur.
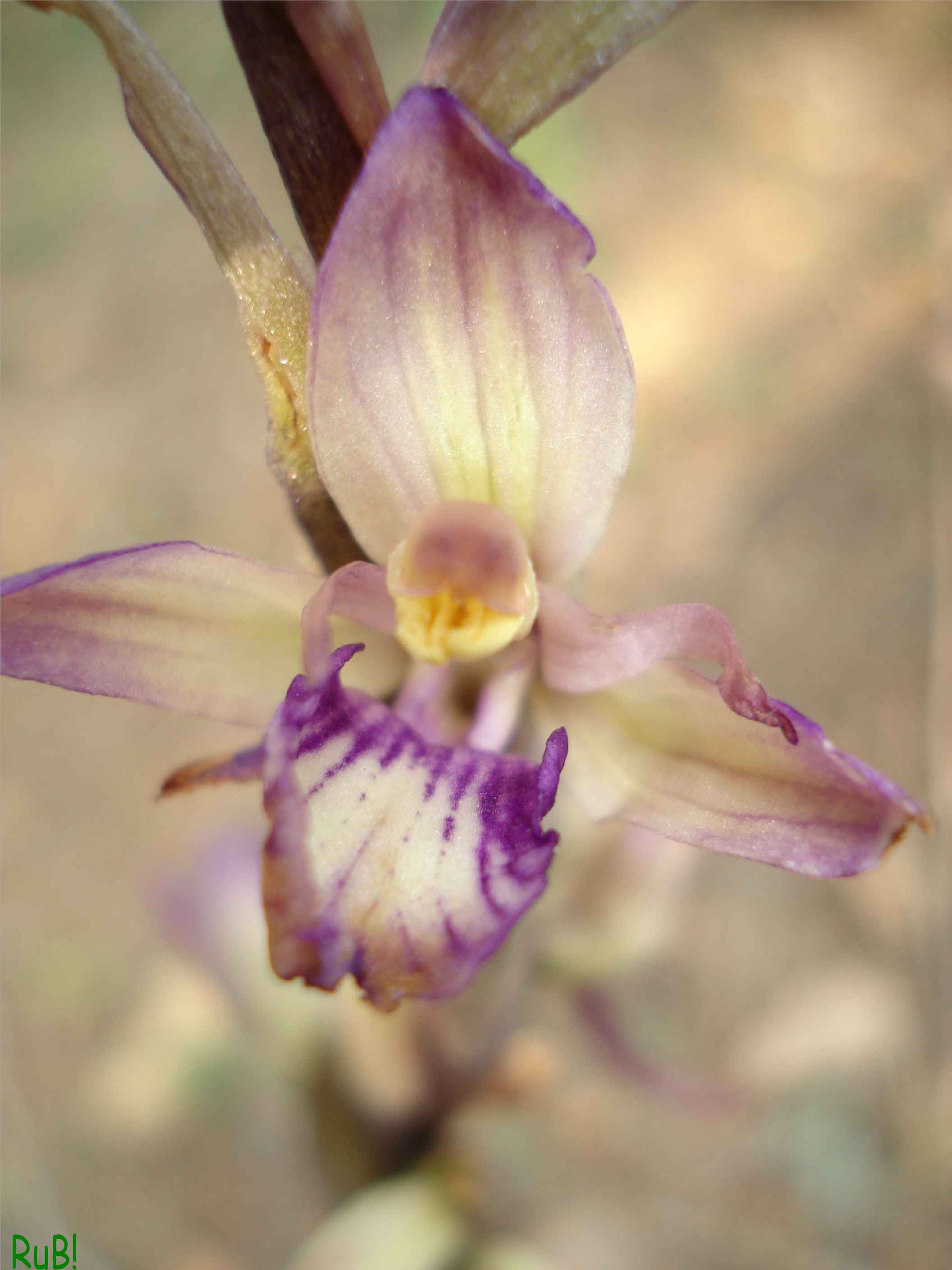
Limodore - Fleur.
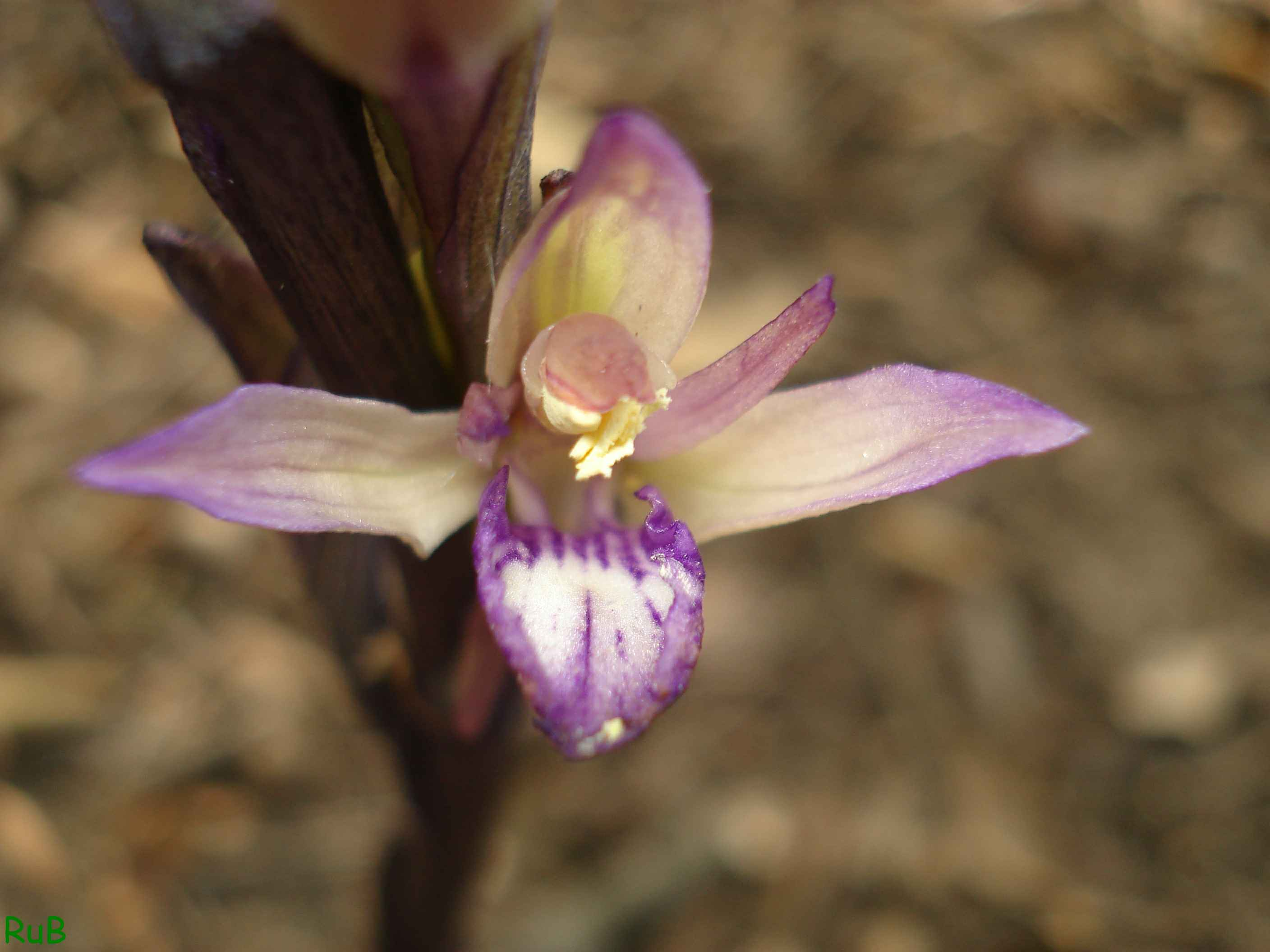
Limodore - Fleur.

## Variétés et répartition géographique
Source : Jardins botaniques royaux de Kew
- Limodorum abortivum (L.) Sw. 1799 (du bassin méditerranéen jusqu'au Caucase).
  - Limodorum abortivum var. abortivum.
  - Limodorum abortivum var. gracile (B. Willing (es) & E. Willing (es)) Kreutz (en) 2004 (Grèce).
  - Limodorum abortivum var. rubrum H. Sund (de) ex Kreutz (en) 1997 (Turquie à Chypre).